# Torsten Thormählen

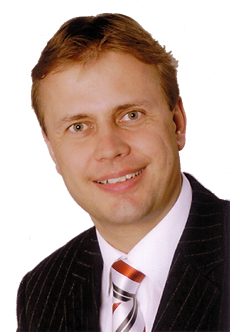
Torsten Thormählen

Torsten Thormählen (* 21. Dezember 1963 in Meldorf, Kreis Dithmarschen) war von Juli 2010 bis September 2013 Bürgermeister der Gemeinde Henstedt-Ulzburg.

## Leben und Beruf
Nach der Mittleren Reife an der Realschule Sankt Michaelisdonn im Jahr 1980 begann die Ausbildung zum Verwaltungsfachangestellten beim Amt Kirchspielslandgemeinde Eddelak-Sankt Michaelisdonn. Mit Beendigung der Ausbildung im Juni 1983 wurde er als Angestellter übernommen und blieb dort bis 1985 tätig. Zwischendurch leistete er in Goslar und Husum seinen Grundwehrdienst ab.
Am 1. Januar 1986 wechselte er zum Amt Kaltenkirchen-Land und wurde Leiter der Außenstelle Ellerau. Von 1993 bis 1998 war er Leiter des Bauamtes in Molfsee.
Am 22. März 1998 wurde er im ersten Wahlgang von den Bürgern Elleraus zum ersten hauptamtlichen Bürgermeister der Gemeinde gewählt. Am 26. Oktober 2003 gelang dann mit einer Zustimmung von 93,5 % der abgegebenen Stimmen eine Wiederwahl für eine weitere Amtsperiode. Im Zuge der Verwaltungsstrukturreform bildet Ellerau seit dem 1. Januar 2007 eine Verwaltungsgemeinschaft mit der Stadt Norderstedt und Torsten Thormählen war seit diesem Zeitpunkt Zweiter Stadtrat der Stadt Norderstedt. Dort war er zuständig für das Betriebsamt, das Amt für Gebäudewirtschaft, das Jugendamt, Soziales, Kindertagesstätten, Schule und Sport.
Zusätzlich war er seit dem 1. Juli 2006 Vorstand der Kommunalbetriebe Ellerau.
Am 9. Mai 2010 wurde Torsten Thormählen mit 60,64 % der gültigen Stimmen in der Stichwahl zum neuen Bürgermeister von Henstedt-Ulzburg gewählt und trat sein Amt am 1. Juli 2010 an. Mit Beschluss des Hauptausschusses der Gemeinde Henstedt-Ulzburg vom 27. Februar 2012 wurde gegen Thormählen ein unbefristetes Arbeitsverbot in Kraft gesetzt. Hintergrund des Arbeitsverbots war der Verdacht, er habe in seiner Zeit als Bürgermeister von Ellerau und Vorstand der Kommunalbetriebe (KBE) gemeinsam mit dem damaligen Prokuristen der KBE ca. 200.000 € veruntreut.
Das Amtsgericht Norderstedt verurteilte Thormählen 2014 wegen Betrugs in zwei Fällen zu einer Geldstrafe von 24.000 Euro. In dem Berufungsverfahren bestätigte das Landgericht Kiel 2018 den Vorwurf des Betruges in zwei Fällen, sprach aber eine Verwarnung mit einer Geldbuße von 10.000 Euro aus.
Zusammen mit der Bundestagswahl am 22. September 2013 wurde in einem Bürgerentscheid über die Abwahl von Torsten Thormählen entschieden. Bei einer Wahlbeteiligung von 73,1 % stimmten 77,3 % der Bürger für seine Abwahl. Nachfolger als Bürgermeister Henstedt-Ulzburgs wurde der ebenfalls parteilose Stefan Bauer.

## Privates
Torsten Thormählen ist verheiratet und hat drei Söhne.